# Kamaladdin Heydarov
Kamaladdin Fattah oglu Heydarov (en azerí: Kəmaləddin Fəttah oğlu Heydərov; Babek, 15 de julio de 1961) es Ministro de Situaciones de Emergencia de la República de Azerbaiyán, coronel general, Presidente de la Federación de Taekwondo y Boxeo de Azerbaiyán, Vicepresidente de la Federación Mundial de Taekwondo, compositor de Azerbaiyán.

## Biografía
Kamaladdin Heydarov nació el 15 de julio de 1961 en Babek. En 1984 se graduó de la facultad de Geografəia de la Universidad Estatal de Bakú. Recibió su segundo educación superior en la Universidad de Azerbaiyán.
Comenzó su carrera en el departamento de exploración geológica de la organización "Xəzərdənizneftqaz" como técnico y luego como geólogo. 
El 17 de enero de 1995 fue designado Jefe del Comité Estatal de Aduanas de la República de Azerbaiyán. El 6 de febrero de 2006 se nombró Ministro de Situaciones de Emergencia de la República de Azerbaiyán.
El 24 de enero de 2009 fue elegido Presidente de la Federación de Boxeo de Azerbaiyán. El 21 de agosto de 2017 fue designado Vicepresidente de la Federación Mundial de Taekwondo.

## Premios y títulos
- Orden de la Bandera de Azerbaiyán (2008)[5]
- Orden Shohrat (2011)[6]
- Orden "Por el servicio a la patria" (2015)